# NF-κB
ان‌اف-کاپا بی (به انگلیسی: NF-κB) با نام کاملِ «فاکتور هسته‌ای تقویت‌کنندهٔ زنجیرهٔ سبک کاپا از لنفوسیت‌هایِ بیِ فعال‌شده» یک گروه (کمپلکس) پروتئینی کنترل‌کننده رونویسی دی‌ان‌ای هستند.
NF-κB تقریباً در تمام گونه‌های سلول‌های جانوری یافت می‌شود و درگیر و مسئول در پاسخ‌های سلولی به محرک‌هایی همچون استرس، سیتوکینها، رادیکال‌های آزاد، تابش‌های فرابنفش، LDL اکسیده و آنتی‌ژن باکتریایی یا ویروسی است.
پژوهش‌ها نشان می‌دهد که NF-κB نقشی کلیدی در تنظیم پاسخ ایمنی به عفونت (زنجیره سبک (کاپا) اجزای حیاتی ایمونوگلوبولین‌ها هستند) دارد. تنظیم نادرست NF-κB با سرطان، بیماری‌های التهابی و خودایمنی، شوک سپتیک، عفونت ویروسی، و توسعه نامناسب سیستم ایمنی مرتبط است. NF-κB همچنین در فرایندهای شکل‌پذیری سیناپسی و حافظه نقش دارند.

## ساختمان
تمام پروتئین‌های خانوادهٔ NF-KB یک دومین مشابهRel در انتهای N-ترمینال خود دارند. یک زیر مجموعه از پروتئین‌های NF-KBکه شامل RelA ,RelB و c-Rel می‌باشند، دارای دومینtransactivation در c- ترمینال خود هستند.
در مقایسه با این‌ها، پروتئین هایNF-KB1 و NF-KB2 به صورت پیشسازهای بزرگی ساخته می‌شوند (p105 و p100)که تحت واکنش‌هایی قرار می‌گیرند تا زیر واحدهای بالغ NF-KB یعنی P50 و P52 حاصل شوند. پردازش P105 و p100 توسط مسیر یوبی کویتین/پروتئازوم انجام می-گیرد و شامل تجزیهٔ انتخابی ناحیه c- ترمینال آن هاست که شامل تکرارهایی از آنکرین می-باشد. در حالی که تشکیل p52 ازp100 یک فرایند کاملاً تنظیم شده‌است، p50 از پردازش سازندهٔ p105 تشکیل می‌شود.
پروتئین‌های p50 و p52 توانایی فعال کردن همانندسازی را به صورت ذاتی و بالقوه ندارند و بنابراین وقتی که به عناصر KB به صورت همودایمر متصل می‌شوند به عنوان سرکوب‌کنندهٔ همانندسازی عمل خواهند کرد.
دو گروه ساختاری از پروتئین‌های NF-KB وجود دارند: کلاس I و کلاس II. هر دو کلاس دارای دومین N-ترمینال متصل شونده به DNA هستند که هم چنین به عنوان سطح اتصال به سایر فاکتورهای همانندسازی NF-KB عمل می‌کند، علاوه بر این به پروتئین مهاری IκBα نیز متصل می‌شود.
C- ترمینال پروتئین‌های کلاس I حاوی تعدادی تکرار انکرینی است و فعالیت transrepression(سرکوبی) دارد. در مقایسه C- ترمینال پروتئین‌های کلاس II فعالیت transactivation دارد.

## انتقال پیام

### فعال‌سازی
NF-KB در تنظیم پاسخ‌های سلولی اهمیت دارد زیرا متعلق به گروهی از فاکتورهای رونویسی اولیه است که دارای عمل سریع می‌باشند˛ به عبارت دیگر فاکتورهای رونویسی که در داخل سلول‌ها در حالت غیرفعال حضور دارند و نیاز به سنتز پروتئین‌های جدید برای فعال شدن خود ندارند (دیگر اعضای این خانواده عبارتند از فاکتورهای رونویسی مثل c-Junو STAT ˛ و گیرنده هسته‌ای هورمون). این به NF-KB این امکان را می‌دهد که اولین عامل پاسخ گو به محرک‌های سلولی مضر باشد.
القاکننده‌های فعالیت NF-KB بسیار متنوع و گسترده هستند و شامل گونه‌های فعال اکسیژن (ROS) ,TNFα، اینترلوکین-۱-بتا (IL-1B)˛ لیپوساکاریدهای باکتریایی˛ ایزوپروتئونول˛کوکائین و تابش یونیزه‌کننده می‌باشد.
گیرنده فعال‌کنندهٔ (NF-KB (RANK ˛ که نوعی TNFR محسوب می‌شود˛ فعال‌کنندهٔ اصلی NF-KB می‌باشد.
استئوپروتگرین ˛ که هم‌ساخت طعمه برای گیرندهٔ لیگاند RANK می‌باشد˛ از طریق اتصال به RANKL سبب مهار RANK می‌شود˛ بنابراین استئوپروتگرین در تنظیم فعالیت NF-KB نقش اساسی دارد.
بسیاری از محصولات باکتریایی ونیز تحریک بسیاری از گیرنده‌های سطح سلولی باعث فعال شدن NF-KB می‌شوند و در نتیجه باعث تغییرات سریعی در بیان ژن می‌شوند. شناسایی گیرنده‌های شبه زنگوله (Toll-like receptors) به عنوان مولکول‌های اختصاصی شناخت الگو و یافتن اینکه تحریک کردن این گیرنده‌ها منجر به فعال‌سازی NF-KB می‌شود ˛ دانش ما را درزمینهٔ چگونگی فعال شدن NF-KB توسط پاتوژن‌های مختلف بهبود بخشید. به عنوان مثال TLR4 به عنوان گیرنده برای ترکیبات LPS در باکتری‌های گرم منفی شناخته شده‌است.TLRها مسئول هر دو سیستم ایمنی ذاتی و اکتسابی می‌باشند.
برخلاف Rel-A ،Rel-B و c-Rel˛زیرواحدهای p50 و p52 NF-KB فاقد دومین‌های Transactivation در c- ترمینال خود می‌باشند. با این حال این دو نقش‌های مهمی را درتعدیل کردن اختصاصی بودن عمل NF-KB ایفا می‌کنند. علی‌رغم اینکه همودایمرهای p50 و p52 به‌طور عمومی سرکوب‌کنندهٔ جایگاه همانندسازی KB هستند ˛اما هر دوی آن‌ها با تشکیل هترودایمر با Rel-A ،Rel-B و c-Rel در transactivation ژن مورد نظر شرکت می‌کنند. علاوه بر این، همودایمرهای p50 و p52 به پروتئین هسته‌ای Bcl-3 نیز متصل می‌شوند و از طریق تشکیل چنین کمپلکسی به عنوان فعال‌کنندهٔ همانندسازی عمل می‌کنند.

### مکانیسم فعال‌سازی
هترودایمر Rel و p50 به عنوان نمونه در نظر گرفته می‌شود. در حالت غیرفعال NF-KB به همراه پروتئین مهاری IκBα در داخل سیتوزول تشکیل کمپلکس می‌دهد. با مداخله گیرنده‌های غشای داخلی˛ سیگنال‌های خارجی متعددی می‌توانند سبب فعال شدن کیناز IKB (IKK) شوند که سبب فسفریله شدن پروتئین IκBα می‌شود. این فسفریلاسیون باعث یوبی کویتینه شدنIκBα و جدا شدن آن از NF-KB و در نهایت تجزیهٔ IκBα توسط پروتئازوم می‌شود. سپس NF-KB فعال شده به داخل هسته منتقل می‌شود و در آن جا روی توالی خاصی که به آن عنصر پاسخ گفته می‌شود قرار می‌گیرد. کمپلکس DNA/NF-KB از سایر پروتئین‌ها از جمله RNAپلی مرازها و coactivatorها استفاده می‌کند و DNAی پایین دست را رونویسی می‌کند که آن هم به نوبهٔ خود به پروتئین ترجمه می‌شود و به این ترتیب سبب تغییر در عملکرد سلول می‌شود.

## مثالی از اهمیت بالینی

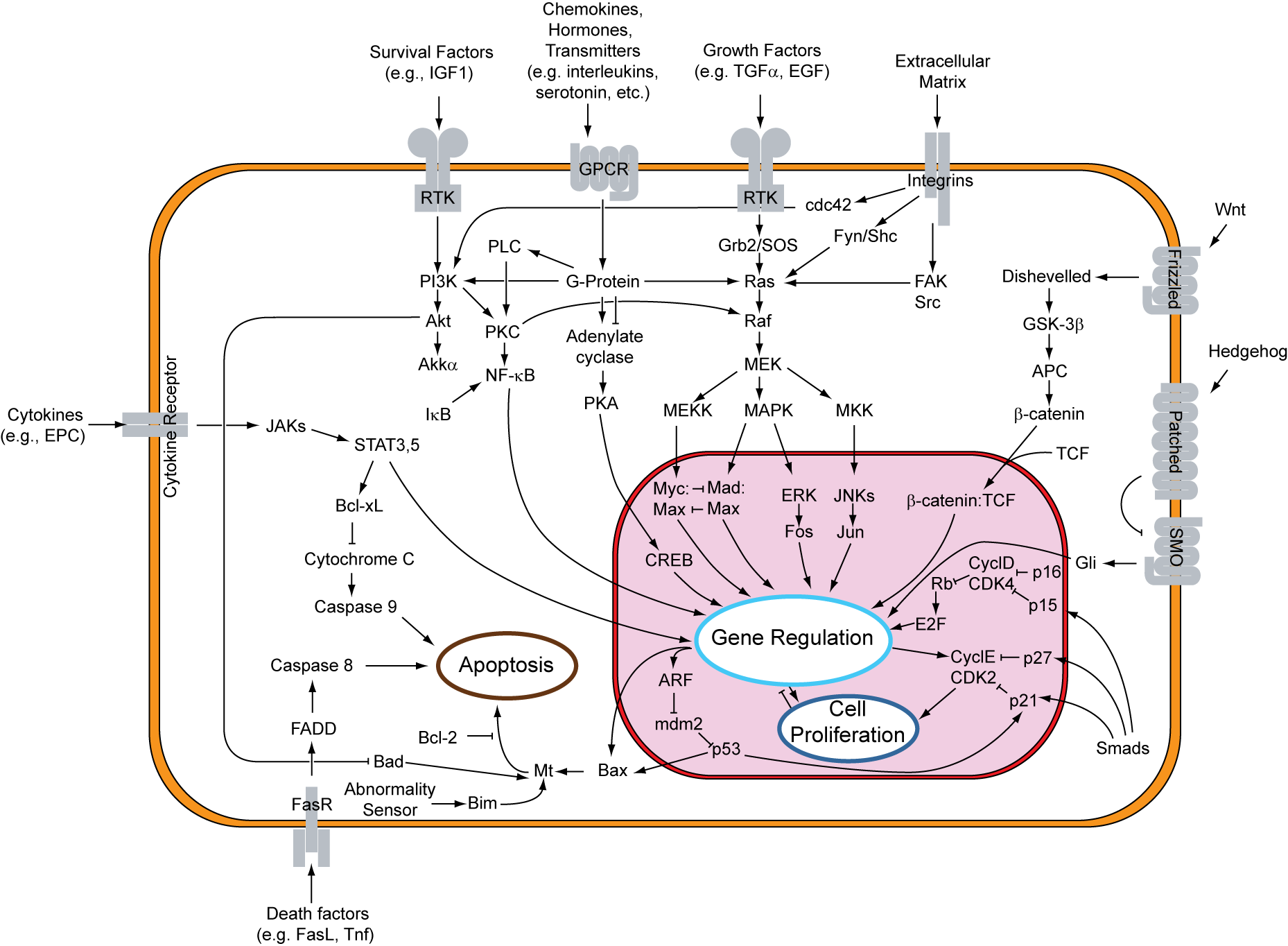
تصویری از مسیرهای انتقال سیگنال. نسخه جدیدی از فیگور قدیمی است که در شبیه‌ساز ساخته شده است.

### سرطان
NF-KB به‌طور گسترده توسط سلول‌های یوکاریوت‌ها به عنوان تنظیم‌کننده بیان ژن‌هایی که درتکثیر و بقا نقش دارند مورد استفاده قرار می‌گیرد. از همین رو بسیاری از تومورهای انسانی دارای NF-KB غیرعادی و تنظیم نشده می‌باشند ˛به این‌گونه که در آن‌ها NF-KB به صورت دائم فعال می‌باشد.
NF-KBی فعال بیان ژن‌هایی که تکثیر سلولی را فعال نگه می‌دارند را روشن می‌کند و از طرف دیگر سلول رادر مقابل آپپتوز حفظ می‌نماید.

### ارتباط با پیری
تحقیقاتی نشان می‌دهد که ارتباط قابل توجهی بین میزان ان-اف-کاپا بی و روند پیزی در موجودات وجود دارد. در دانشگاه پزشکی آلبرت اینشتین در نیویورک، دانشمندان با دستکاری مقدار این هورمون نتیجه‌های شگفت‌انگیزی گرفتند.
وقتی دانشمندان مقدار این ماده را در بدن موش‌ها کم کردند، موشها تا ۱۱۰۰ روز عمر کردند؛ در حالی که موش‌های سالم و معمولی بین ۶۰۰ تا ۱۰۰۰ روز زندگی می‌کنند. وقتی دانشمندان NF-κB را افزایش دادند، هیچ موشی بیشتر از ۹۰۰ روز عمر نکرد.
به عبارت دیگر محققان با تغییر میزان NF-κB توانستند پیری را در موش‌ها کند کنند و طول عمر آن‌ها را تا ۲۰٪ افزایش دهند.
این آزمایش همچنین نشان داد که در نبود NF-κB، حجم عضلات و استحکام استخوان‌ها بیشتر است، یادگیری بهتر است، حافظه بهتر کار می‌کند و پوست کمتر چین و چروک می‌خورد. آزمایش‌های بیشتر نشان داد که NF-κB هورمون رشد را هم کاهش می‌دهد.